# Grote mosnetwants
De grote mosnetwants (Acalypta carinata) is een wants uit de familie van de Tingidae (netwantsen). De soort werd het eerst wetenschappelijk beschreven door Georg Wolfgang Franz Panzer in 1806.

## Uiterlijk
De redelijk ovaal gevormde netwants kan 2,5 tot 3 mm lang worden. Net als de andere netwantsen hebben ze een fijnmazig netwerk van aders op hun vleugels. De vleugeladers zijn uniform van kleur. De antennes zijn niet behaard en in tegenstelling tot de andere Acalypta-soorten is de basis van het derde antennesegment niet verdikt. Het halsschild steekt uit tot voorbij het midden van de ogen. De soort heeft altijd gereduceerde vleugels (brachypteer). Er zijn twee ondersoorten bekend, Acalypta carinata carinata en Acalypta carinata angustula. 

## Leefwijze
De volwassen wantsen kunnen van april tot september waargenomen worden, de paring vindt plaats in mei. Er is waarschijnlijk één enkele generatie per jaar. Doordat de vleugels slecht ontwikkeld zijn is hun verspreidingsvermogen gering. De wantsen van het geslacht Acalypta leven tussen mossen in het bos en op rottende, omgevallen boomstammen, maar worden ook in open gebieden als grasland en dijkhellingen gevonden. 

## Leefgebied
De soort komt voor in Noord-Europa, het Verenigd Koninkrijk, Scandinavië tot in Aziatisch Rusland en Mongolië. Naast diverse vondsten op zandgronden in Nederland komt de soort hier voornamelijk voor in het rivierengebied en in Zuid-Limburg.